# إرث
الإرث (وقد يرادفه الميراث فهو تركة الميت) هي عادة توريث ممتلكات أو ألقاب أو ديون أو مسؤوليات عند وفاة أحد الأشخاص. وهي من العادات الأساسية في المجتمعات. وقوانين الميراث يختلف من مجتمع إلى آخر وما بين الأديان وكما أنه تطور عبر الأزمان ، مما يؤدي لوجود نُظُم للميراث مختلفة بين الشعوب

## الميراث في الإسلام

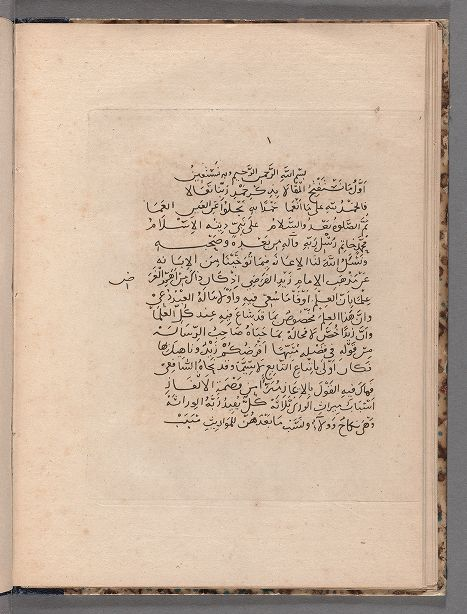
صفحة من نشرة وليم جونز لمتن الرحبية - لندن سنة 1782 م

للإرث في الإسلام قوانين وتوجهات مذكورة في القرآن الكريم التي تحدد أصول تطبيق الميراث. فلقد أعطى الإسلام الميراث اهتماما كبيرا، وعمل على تحديد الورثة بشكل واضح ليبطل بذلك ما كان يفعله العرب في الجاهلية قبل الإسلام من توريث الرجال دون النساء، والكبار دون الصغار، كما الآية: ﴿يوصِيكُمُ اللهُ فِي أَوْلادِكُمْ للذَّكَرِ مِثْلُ حَظِّ الأُنْثَيَيْنِ...﴾سورة النساء؛ ﴿فَإِنْ كُنَّ نِسَاءً فَوْقَ اثْنَتَيْنِ فَلَهُنَّ ثُلُثَا مَا تَرَكَ وإِنْ كَانَتْ وَاحِدَةً فَلَهَا النِّصْفُ ولِأَبَوَيْهِ لِكُلِّ وَاحِدٍ مِنْهُمَا السُّدُسُ مِمَّا تَرَكَ إِنْ كَانَ لَهُ وَلَدٌ فَإِنْ لَمْ يَكُنْ لَهُ وَلَدٌ وَوَرِثَهُ أَبَوَاهُ فَلِأُمِّهِ الثُّلُثُ فَإِنْ كَانَ لَهُ إِخْوَةٌ فَلِأُمِّهِ السُّدُسُ مِنْ بَعْدِ وَصِيَّةٍ يُوصِي بِهَا أَوْ دَيْنٍ﴾.
ويستوي إرث دين الإسلام على ثلاث أركان:
- الموروث وهو الشخص المتوفي أو المفقود الذي يحكم القاضي بوفاته؛
- الوارث والشخص الحي الذي يحق له الحصول على الميراث
- التركة وهي حق الموروث.[3]

وتتحقق أسباب الإرث في الإسلام بطريقتين: إما بالنكاح أو بالنسب أي البنوة، الأبوة، الأخوة أو العمومة. ولتحديد الموروث قوانين واضحة للمتمرس بالموضوع.
وهناك اختلافات طفيفة في تطبيق الإرث بين المذاهب الإسلامية إلا أن أشدها هو توريث الابنة الذي يختلف في تفسيره السنة والشيعة.

## الميراث في اليهودية
وللدين اليهودي قوانينه في التوريث إذ ذكر في التوراة: «بِحَقٍّ تَكَلمَتْ بَنَاتُ صَلُفْحَادَ فَتُعْطِيهِنَّ مُلكَ نَصِيبٍ بَيْنَ أَعْمَامِهِنَّ وَتَنْقُلُ نَصِيبَ أَبِيهِنَّ إِليْهِنَّ. 8وَتَقُول لِبَنِي إِسْرَائِيل: أَيُّمَا رَجُلٍ مَاتَ وَليْسَ لهُ ابْنٌ تَنْقُلُونَ مُلكَهُ إِلى ابْنَتِهِ. 9وَإِنْ لمْ تَكُنْ لهُ ابْنَةٌ تُعْطُوا مُلكَهُ لِإِخْوَتِهِ. 10وَإِنْ لمْ يَكُنْ لهُ إِخْوَةٌ تُعْطُوا مُلكَهُ لأَعْمَامِهِ. 11وَإِنْ لمْ يَكُنْ لأَبِيهِ إِخْوَةٌ تُعْطُوا مُلكَهُ لِنَسِيبِهِ الأَقْرَبِ إِليْهِ مِنْ عَشِيرَتِهِ فَيَرِثُهُ». فَصَارَتْ لِبَنِي إِسْرَائِيل فَرِيضَةَ قَضَاءٍ كَمَا أَمَرَ الرَّبُّ مُوسَى" وهو النص الذي يتبعه المسيحيون في تطبيق التوريث
ومن الملاحظ عند اليهود توريث البركات إذ أنه من العادة توريث البركة إلى الابن الأكبر واللعنة إلى الابن الأصغر (كما فعل اسحق بإبنيه يعقوب وعيسو) وهذا النوع يتوارثه البنون والحفدة عبر الأجيال.

## الميراث في الغرب
في الغرب يختلف حكم التوريث من بلد لآخر. في الولايات المتحدة على سبيل المثال، للموَّرث الحق في ترك وصية بكامل ما يملك لمن أردا سواء أكان قريباً أم غريباً أو حتى حيواناً فيما يمكن أن يحرم الأبناء كلياً من أي شيء في الإرث.
لكن بشكل عام، فإن نصف الإرث يذهب إلى الزوج(ة) والنصف الآخر يتوزع بالتساوي بين الأبناء لا فرق بين ذكر وإنثى.
هذا في العصر الحديث، ويشار إليه بقانون نابليون في التوريث، ولكن في سابق عهد نابليون بونابرت كان الإرث يذهب بالكامل للابن الأكبر سناً ولا شيء للباقي، طبعاً كقاعدة عامة.